# Attila Mesterházy

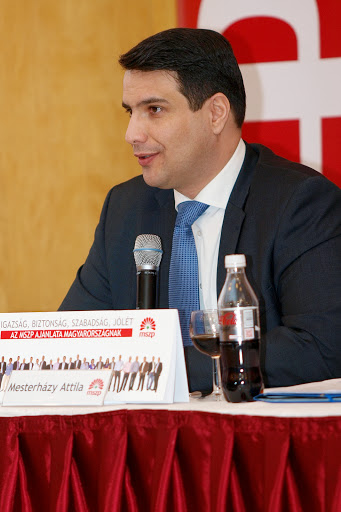
Attila Mesterházy

Attila Mesterházy (* 30. Januar 1974 in Pécs) ist ein ungarischer Politiker. Von Juli 2010 bis Mai 2014 war er der Parteivorsitzende der sozialdemokratischen MSZP. Ende 2009 wurde  Mesterházy zum Spitzenkandidaten seiner Partei für die Parlamentswahlen 2010 und damit zum Kandidaten für das Amt des Ministerpräsidenten Ungarns gewählt. 2014 wurde er zum Spitzenkandidaten des Wahlbündnisses Összefogás für die Parlamentswahl in Ungarn 2014 gewählt.

## Laufbahn
Von 1992 bis 1997 studierte er Volkswirtschaftslehre an der Budapester Corvinus-Universität. Er erlangte 1999 den Doktorgrad; Thema seiner Promotion war die Regionalpolitik der Europäischen Union. Er arbeitete anschließend im PR-Bereich.